# Леля
Леля — слов'янська міфологічна персонажка, одна з Рожаниць, дочка Лади, дружина Ярила. У рідновір'ї вважається богинею закоханих молодих пар, є джерелом любові для люблячих сердець. Леля виглядає, як молода, надзвичайно красива дівчина, прикрашена квітами, вінками і травами. Вона особливо прихильна до молодих дівчат, є їх заступницею і берегинею. Саме дівчата проводили обряди на її честь. Леля пов'язана з весняним воскресінням природи, квітами, початком польових робіт.

## Обрядність
Цикл весняних обрядів починався днем прильоту жайворонків - 9 березня (22 березня за новим стилем). Люди зустрічали птахів, виходячи на вершини пагорбів, розпалювали багаття, хлопці з дівчатами водили хороводи.
На честь Богині Лелі дівчата обирали найкрасивішу дівчину,  яка грала роль самої богині, одягали її в найкращий одяг і водили хороводи, які виконували обрядові пісні. По обидва боки від неї ставилися підношення (хліб, молоко, сир, масло, сметана). Юнаки в цей день у горах та пагорбах розпалювали великі святкові багаття. Дівчата мали звичай прикрашати дерево Лелі, березу, стрічками і рушниками. Днем шанування Богині Лелі є 21 квітня (Красна Гора), коли Сонце-Дажбог входить в сузір'я Овна. Свою назву свято Богині Лелі, Червона гора, отримало саме завдяки тим обрядовим вогнищам, які розпалювалися юнаками.
Іноді Лелю помилково, в парі з Матінкою Ладою, величають Рожаниця, що не зовсім відповідає дійсності. Леля не є Рожаниця в повному розумінні цього слова, тому що вона лише дає любов, а плоди цього кохання (народження) вже опікуються Ладою, Рожаницею і Макошею.

## У фольклорі
Приспів, в різних формах - «Лелю», «лелё», «лели», «люлі» - зустрічається в російських піснях; в сербських «Кралицький» піснях (троицких) величальних, що мають відношення до шлюбу, він зустрічається у вигляді Лельо, лелё, в болгарській в формі Леле. Таким чином приспів сходить в сиву давнину.

### Пісні
У пісні з Дроздовиці під Перемишлем: Лелю-Полелю, коли ж я воли пасла, Лелю-Полелю, тогди я била красна.
Лелю-Полелю, тепер же я волів не пасу, Лелю-Полелю, загубила ж я красу.
У пісні з Верхрату: Ой Лелю-Лелю, коровонько моя, Хто ж тебе пасти буде, як мене возьмут люде?
Ой буде ж тебе пасти людськая кухаронька, То ж тобі буде лихая годинонька.

## У топоніміці
Гора Леля наприкінці XIX століття фіксується на землях Прибалтики.